# Торос II Јерменски
Торос II (јерм. Թորոս Բ; око 1110 — 6. фебруар 1169), познат као Торос Велики, био је кнез јерменске Киликије (1144/1145—1169) из династије Рупенида.

## Биографија
Торос је био син Лава I, кнеза јерменске Киликије. Године 1137. Киликију је покорила Византија. Торос је тада, заједно са оцем и братом Рупеном, одведен у Константинопољ као заробљеник. Лав је умро у византијској престоници 14. фебруара 1140. године, а Рупен је био убијен. Будућност јерменске државе у Киликији деловала је још безизгледније пошто је византијски цар Јован II Комнин 1142. године поново посетио ову област, намеравајући да је, заједно са Антиохијом, да на управу свом сину Манојлу. Међутим, византијски цар је умро 1143. године. Торос је искористио новонасталу ситуацију, побегао је из заробљеништва и 1144. или 1145. године обновио јерменску државу у Киликији.
Одмах пошто је преузео власт, Торос је покушао да потражи помоћ против Византије нудећи унију папи Евгенију III. Други крсташки рат и проблеми на другим странама скренули су пажњу новог византијског цара Манојла са Киликије на неко време. Торос је то искористио да би учврстио власт и проширио своју државу. Византијске казнене експедиције биле су побеђиване. Године 1156. заједно са антиохијским кнезом Ренеом од Шатијона, Јермени су напали и сам Кипар. Ово је изазвало већи визатијски напад и 1158. године цар је Тороса „уписао међу робове Ромеја”.
Споразумом између Тороса и Манојла договорено је да Киликијом истовремено управља јерменски кнез и византијски гувернер. Торос и визатијски гувернер Константин Каламанос укључили су се у офанзиву крсташких држава против Нур ад Дина. Међутим, 12. августа 1164. године крсташка војска је претрпела тежак пораз код Харима и Каламанос је био заробљен. Нови гувернер Андроник Еуфорбен убио је 1165. године кнежевог брата Стефана. Овај чин само је изазвао још дубљи јаз између Византинаца и Јермена. Ситуацију није много поправио ни новоупућени гувернер Алексије Аксух својим благонаклоним односом према Јерменима.
Торос је умро 6. фебруара 1169. године. Сахрањен је у манастиру Дразарк. На престолу га је наследио његов малолетни син Рупен II, под регентством свог деде по мајци, извесног Томаса. Поред Рупена, Торос је имао и две кћерке у браку са Изабелом Куртене, кћерком Жослена II од Едесе.